# 問卷調查

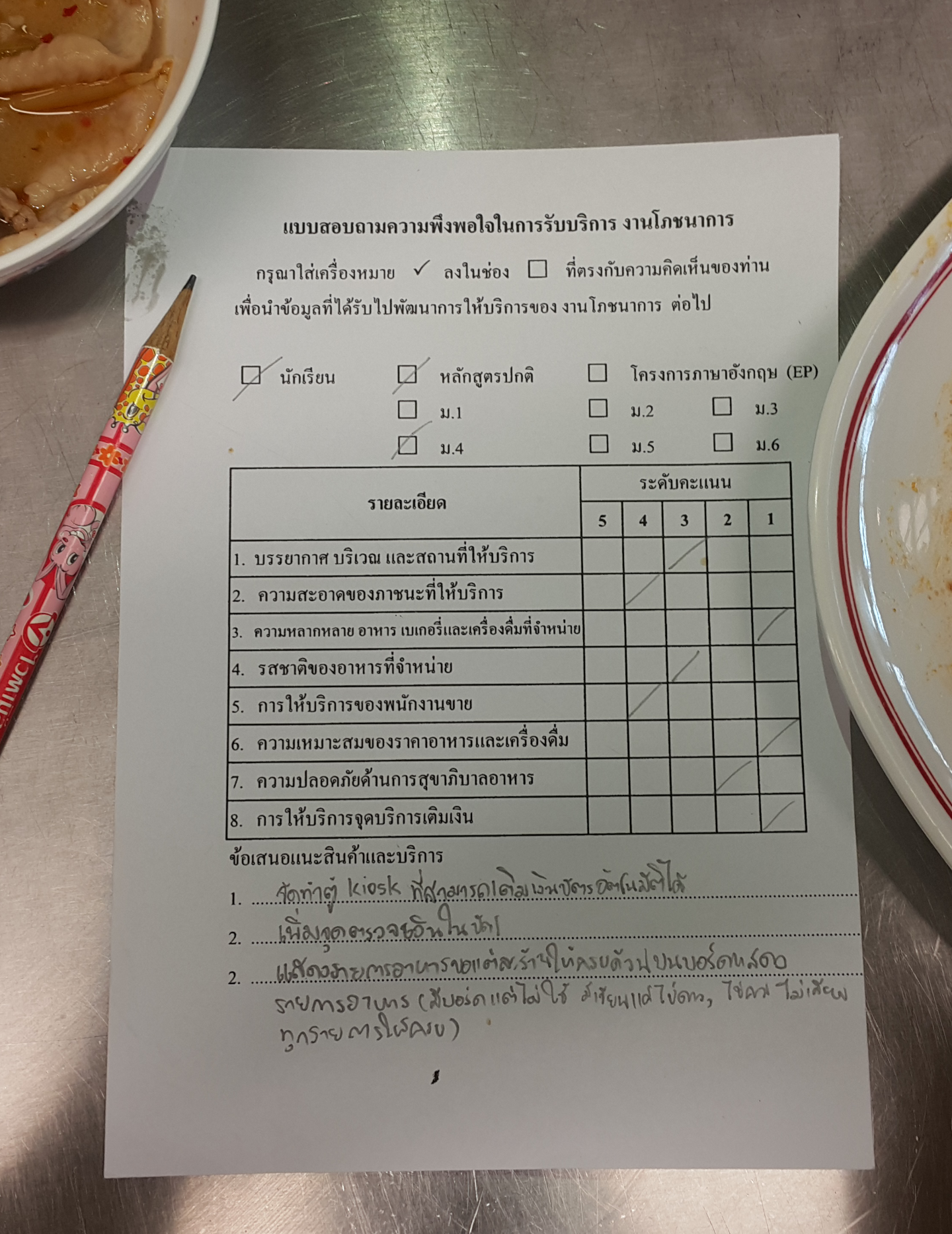
問卷調查

問卷調查是有目標對象的意見調查的其中一個方法，問卷調查的形式是由一連串寫好的小問題組成，然後去訪問，收集被訪問者的意見、感受、反應及對知識的認識等。常见于：企业对于相关产品或服务进行收集市场情况反馈；高校学生进行论文答辩需要做的相关数据调查。

## 优点
可以在很短的時間內，收集大量的樣本和數據，以一個標準問題例表，順序收取答案數據，日後作類比、統計和分析。

## 缺點
問卷調查其內容不可能得到百分之百準確，只能作為參考資料。

## 相關
- 抽樣
- 統計學
- 代表性
- 誤差率
- 舆論調查